# Atopochilus
Atopochilus is een geslacht van straalvinnige vissen uit de familie van de baardmeervallen (Mochokidae).

## Soorten
- Atopochilus chabanaudi Pellegrin, 1938
- Atopochilus christyi Boulenger, 1920
- Atopochilus macrocephalus Boulenger, 1906
- Atopochilus mandevillei Poll, 1959
- Atopochilus pachychilus Pellegrin, 1924
- Atopochilus savorgnani Sauvage, 1879
- Atopochilus vogti Pellegrin, 1922